# 高墙 (路易斯·汤姆林森专辑)
《高墙》（英語：Walls）是英国歌手和词曲作家路易·湯姆林森的首张音樂專輯，其于2020年1月31日由赛科音乐和愛麗斯塔唱片发行。专辑收录了五首单曲：〈Two of Us〉、〈Kill My Mind〉、〈We Made It〉、〈堅強的心〉以及〈高墙〉。这张专辑获得褒贬不一的评价，但在商业上很成功，刚发售就售出35,000份。专辑曾在阿根廷、葡萄牙、墨西哥和苏格兰专辑榜排名第一，还曾在澳大利亚、奥地利、比利时、加拿大、波兰和西班牙专辑榜进入了前十名；且在美国《告示牌》二百強專輯榜上排名第九。

## 背景
在制作这张专辑的过程中，路易·湯姆林森说，他在制作这张专辑上花了“很长的时间”；他此前的音乐生涯“一直不温不火”，所以自己“情不自禁地渴望创作出一首‘热门’的单曲”。湯姆林森以受电子音乐风格影响的单曲〈坚持到底〉和〈回到你身边〉开始了自己的独唱生涯，在他的母亲和姐姐去世后，他开始反思自己的目标究竟是什么；他最终决定“也许我应该从我喜欢的东西开始”。在他终于找到了他自己的音乐方向后，他以此作出并发行了这张真挚地表达了他自己的想法和感受的专辑。
在接受《公告牌》的采访时，路易·湯姆林森表示，这张专辑让他“表露出了自己的真心，诚实地反思了一次分手”，“只要粉丝们听到这张专辑，就会感受到他自己稍微不同的一面”。
路易·湯姆林森通过在社交媒体上发布的一段视频对外宣布了这张专辑，他表示“终于到达了这一步，可以松一口气了”，并感谢粉丝的耐心。

## 音乐和主题
在接受《Far Out》杂志的采访时，路易·湯姆林森表示，他的专辑受到了他从小听着长大的绿洲乐队和北極潑猴等独立摇滚和英伦摇滚乐队的影响。在歌词上，他称他受到了来自亚历克斯·特纳、艾米·怀恩豪斯、迈克·斯金纳和萨姆·芬达的启发。这张专辑的主题包括了许多内容：爱情及家庭，湯姆林森年轻时愚蠢且自我怀疑的日子、他在1世代的日子，以及回忆感情的起起落落并讲述在他现在的生活道路上学到的一些人生教训。
专辑以一首独立流行风格的英伦摇滚音乐〈Kill My Mind〉开始，其是一首“声明方向的歌曲。‘这是我想到达的地方，这是我想进入的领域。’”；以吉他为基底伴奏的〈堅強的心〉是首“感人的颂歌，讲述了在艰难面前的勇往直前”，也是“一段澎湃的合唱，讲述了失去了某人，或者可能是一段关系的破裂”；〈Two of Us〉是一首民谣颂歌，献给路易·湯姆林森已故的母亲约翰娜·迪金，叙述了她的去世对他的影响；“略带英伦摇滚”风格且以原音吉他为前奏的〈We Made It〉描述了湯姆林森在成名前的日子、在1世代时与他分分合合的女朋友埃莉诺·考尔德玩耍的故事，以及他们年轻时对未来的幻想。歌曲的副歌部分也提到了湯姆林森的粉丝，以及他在1世代早期时努力找到自己的位置的故事。以原音吉他为主引领伴奏的民谣情歌〈Too Young〉以及受绿洲乐队启发的〈高墙〉描绘着湯姆林森和他的女朋友暂时分手，并因此使“两人的关系更加牢固”的故事。湯姆林森形容〈Too Young〉这首歌“讲述的是在18岁遇见自己另一半的故事，但像很多那个年龄的情侣一样，两人都还没有准备好。我发现那么远的未来是很难预测的。我只好故意犯一些错误，走上错误的道路后，才能意识到自己拥有什么和自己认为自己失去了什么。”湯姆林森说〈Walls〉所描述的内容“更加的细节”，其是一首“关于我们分手不久后，我巡演回家发现橱柜里一些我女朋友的衣服，这才让我意识到我做了什么”；他说他很喜欢“这首歌非主流的感觉，以及以同样的歌词开头和结尾的效果。”
独立流行的〈Habit〉通过“华丽的电吉他”以及“激烈的鼓声和扫弦” ，“向粉丝们传达了自己的信息”，并对自己的“名气做出反思”；路易·湯姆林森说，“音乐是我不断回归的习惯”，并称这首歌是为了“感谢粉丝，还提醒（自己）能到达现在这个位置要对大家充满感激。”〈Always You〉是专辑中公布最早的一首音乐，其最早于2017年初被湯姆林森通过一个隐秘的推特和Instagram贴文公布。2017年8月，湯姆林森在他的Instagram故事上发布了这首歌的前13秒，其中包含了歌词“I went to Amsterdam without you, and all I could do was think about you”。他说，这首歌是为了纪念他的女友埃莉诺·考尔德，“（这首歌）讲述了我环游世界的故事，我只是一个白痴，只会说‘当然永远都是你’。”激动人心的独立抒情歌曲〈Fearless〉，以孩子们吵闹的声音开头和结尾，描述了湯姆林森回顾过去与自己一同成长的同伴，并思考成长的意义的故事。〈Perfect Now〉以轻快的拨弦原音吉他和小提琴，“有意地写出并希望（这首歌）变成粉丝们最爱的一首歌”，“歌词上（这首歌）是1世代的第一只单曲〈妳如此美麗〉的延伸”；在〈Defenceless〉中，湯姆林森展示了他的诚实和脆弱，歌曲表达他“前一天还感觉很年轻、美好”，但“第二天却有点垂头丧气了。”；专辑以一首由绿洲乐队启发的独立的吉他伴奏的 〈Only the Brave〉结尾，湯姆林森说这个曲目“可能是专门为連恩·蓋勒格所写”，虽然这首曲目是专辑中最短的歌曲（1:44），但它“依然清晰的传达了要传达的信息。”

## 关键评论
| 綜合得分             | 綜合得分 |
| 來源                 | 評分     |
| -------------------- | -------- |
|                      | 5.4/10   |
|                      | 53/100   |
| 評論得分             |          |
| 來源                 | 評分     |
| AllMusic             | [ 23 ]   |
| 《Evening Standard》 | [ 24 ]   |
| 《Idolator》         | [ 25 ]   |
| 《獨立報》           | [ 26 ]   |
| 《新音乐快递》       | [ 27 ]   |
| 《Pitchfork Media》  | 4.8/10   |
| 《滾石》             | [ 29 ]   |
| 《Spectrum Culture》 | [ 30 ]   |

《高墙》得到的评价褒贬不一。在Metacritic网站上，网站会依据其他专业评价以100分为满分给出的标准的评级，这张专辑在网站上根据6条评论获得平均得分为53分，这个得分表示这张专辑“褒贬不一或十分普通”。网站AnyDecentMusic?基于它们对专业评价的综合评估也只给出这张专辑满分10分中的5.4分。
《滚石》的称这张专辑“非常优秀”且“值得等待”，并称赞路易·湯姆林森为此“付出了很多心血和灵魂”。他特别挑出了〈Two of Us〉，称其“情感上十分大胆”，并表示“如今人们并不一定习惯听到一位男性作词家如此地敞开心扉”；他还挑出了“绿洲风格的英伦流行吉他杂烩”〈Kill My Mind〉，称其是“流行歌手突破新创意的声音”。AllMusic的尼尔·杨也给出了相似的正面评价，称这张专辑中的歌曲“令人惊喜且直白，汇集了一个成熟的居家男人所创作的，受独立音乐和英伦流行音乐影响的歌曲”，“和单向组合的热门单曲一样健康甜美”，并称赞湯姆林森在专辑中所表现出的“令人愉快的真诚温暖的感觉”。他在评论结束时说，湯姆林森的专辑“最终成为了前单向组合成员中最成熟、最自然的专辑”。《Idolator》的迈克·尼德称这张专辑为“强有力的个人首张专辑”，“这张引人注目的专辑大胆地挑战了当前的流行趋势，同时也证明了湯姆林森现在比以往任何时候都有更多话要说”，“这是一次完美的胜利，让我们不断反复聆听并期望他的更多作品。”。《Spectrum Culture》的杰弗里·戴维斯称《高墙》“回顾了自我，并发现自己和自己的成长——以及自己的声音”，并称赞湯姆林森“在《高墙》中涉及了一些更成熟的主题，如焦虑、死亡和自我完整性，这也使这张专辑与其他前单向组合成员的个人作品不同”，专辑“强调了慢慢来，尊重自己和自己的自我价值，感受自己的感觉并在前进中找到立足点的重要性”。《The Aquarian Weekly》称《高墙》是以“一种个人的、巧妙的方式，将泡泡糖流行音乐与另类摇滚结合在一起的首张专辑”，并将其评为2020年最佳25张专辑之一，还称赞了湯姆林森的“专业的讲故事能力”、“技术技能”和“乐器专长”。
《新音乐快递》的艾拉·肯普将这张专辑描述为“受绿洲启发”、“非常保守”而且“主要是吉他主导的”，她特别称赞了专辑的首曲〈Kill My Mind〉（她称之为“这张专辑中最好的歌曲”）和〈Walls〉，“模仿了绿洲风格的开幕曲表明了湯姆林森任性的野心，简洁的大小调变化足以牵动你的心弦”。在评论的结尾，她说，湯姆林森“在进入沸腾的未来之前，也许花了一些时间来找到合适的自己。他可能正在回顾他所爱的东西——包括他帮助创造的历史和塑造他的历史，然后在上建立新的东西。这些都是建立有价值的未来的基础”。
在劳伦·墨菲为《Entertainment.ie》所做的评论中，她赞扬了〈Kill My Mind〉——“如果有人告诉我们这是绿洲最后两张唱片中的一首歌，我们可能会相信他们”；〈Too Young〉——“一首简单的弹拨吉他小曲，节奏轻快，旋律甜美、简单，幸好没有被华丽的流行音乐破坏”；〈Habit〉——一首“完美的”、“悠闲的独立流行歌曲”，“鼓声震天、琴弦荡漾”，“好像體育健將或Embrace在1990年代末到2000年代初的音乐”；〈Fearless〉——“专辑中最有戏剧性的歌曲之一”，“听起来像路易·湯姆林森版本的罗比·威廉斯的歌曲〈No Regrets〉”；以及〈Perfect Now〉——一首“甜蜜的小调”，“轻快地弹着木吉他”和“温柔的小提琴”，“非常像艾德·希兰”。墨菲在评论的最后说，湯姆林森的首张个人专辑“拥抱了他对独立音乐的热爱，但还不够深入”，并且“在音乐意义上没有冒任何风险”，不过它也有“一些非常温柔的时刻，毫无疑问地显示出他在写歌词方面的天赋。”
一些评论则没有那么正面。《独立报》的亚历山德拉·波拉德称这张专辑“非常不起眼”，同时补充说“听它就像在平庸的泥潭中跋涉”，不过她认为〈We Made It〉和〈Two of Us〉是“两个例外”。《美联社》的马克·肯尼迪写道路易·湯姆林森“有一个吸引人的声音，并参与了每首歌的写作”，但这张专辑“让人昏昏欲睡”，还说它“平平淡淡的”。《滚石》的布伦娜·埃克里希认为这张专辑过于怀念湯姆林森在1世代的日子，而且“没有很好地做到音乐的独立”，同时希望将来“他有勇气放手，意识到那些年轻的日子已经有点枯萎了”，不过她称赞了〈Kill My Mind〉、〈Two of Us〉、〈Walls〉和〈Only the Brave〉。《Evening Standard》的雷切尔·麦格拉思也赞同Brenna Echrlich的想法，她写道：“虽然湯姆林森在尝试唱出一个稍微前卫的声音，但他还是经常回落回在单向组合时的感觉”，他“还没有完全摆脱他那男孩乐队的过去”，不过她还是赞扬了他的歌曲创作、唱法和“面对困难主题”的能力。《綜藝》的Lior Phillips觉得湯姆林森并没有“尝试重拾乐队过去（单向组合）的辉煌，而是在尝试重拾绿洲和英国流行音乐的辉煌，这让他的真实身份保持模糊”，要是这张专辑不是为了“疯狂模仿别人，也不是为了恢复单向组合时的辉煌，都不知道湯姆林森到底是谁”，但她同时也特别称赞了〈Two of Us〉和〈Habit〉。

## 商业表现
《高墙》以39,000张专辑等值单位在《告示牌》二百強專輯榜中空降排名第九，使其成为愛麗斯塔唱片公司近九年来第一张进入该榜单前十名的新专辑。在发行之初，这张专辑售出了35,000张。

## 曲目列表
2020年1月11日，专辑的全部曲目列表通过伦敦汉伯里街83号的壁画曝光。
| 标准版   | 标准版         | 标准版 | 标准版                                                   | 标准版 |
| 曲序     | 曲目           | 词曲 | 制作人                                                   | 时长   |
| -------- | -------------- | --- | -------------------------------------------------------- | ------ |
| 1.       | Kill My Mind   | 路易·湯姆林森 肖恩·道格拉斯 （ 英语 ： Sean Douglas (songwriter)） 杰米·哈特曼 （ 英语 ： Ben's Brother）                                              | 哈特曼                                                   | 3:40   |
| 2.       | 堅強的心       | 湯姆林森 斯图尔特·克里克顿 （ 英语 ： Stuart Crichton） 科尔·西伦鲍姆 詹姆斯·纽曼 （ 英语 ： James Newman (musician)） 史蒂芬·瓦拉贝尔 （ 英语 ： Wrabel）   | 克里克顿                                                 | 3:24   |
| 3.       | Two of Us      | 湯姆林森 布瑞恩·克里斯托弗 （ 英语 ： Bryn Christopher） 安德鲁·杰克逊 达克·布莱克威尔                                           | 丹·普里德 马克·克鲁斯 （ 英语 ： Mark Crew）                      | 3:37   |
| 4.       | We Made It     | 湯姆林森 利瓦伊·伦诺克斯 朱利安·布尼塔 约翰·瑞恩二世 （ 英语 ： John Ryan (musician)） 阿米什·ADP·帕特尔                             | 伦诺克斯 布尼塔 瑞恩 ADP 丹·格雷赫玛格丽特 （ 英语 ： Dan Grech-Marguerat） | 3:21   |
| 5.       | Too Young      | 湯姆林森 吉姆·拉维尼 丹尼·马吉奇 （ 英语 ： Danny Majic） 约翰·米切尔 （ 英语 ： John Mitchell (musician)） 贾斯汀·弗兰克斯 （ 英语 ： DJ Frank E）           | DJ Frank E 丹尼·马吉奇                                   | 3:49   |
| 6.       | 高墙           | 湯姆林森 哈特曼 諾爾·蓋勒格 戴夫·吉布森 （ 英语 ： Dave Gibson (Scottish singer/songwriter)） 雅各布·曼森 （ 英语 ： Jacob Manson）                                  | 哈特曼                                                   | 3:50   |
| 7.       | Habit          | 湯姆林森 伊恩·詹姆斯 （ 英语 ： Iain James） 韦恩·赫克托耳 （ 英语 ： Wayne Hector） 史蒂夫·罗布森 （ 英语 ： Steve Robson）                       | 罗布森                                                   | 3:04   |
| 8.       | Always You     | 湯姆林森 马修·伯恩斯 （ 英语 ： Burns (musician)） 杰森·瑞夫斯 （ 英语 ： Jason Reeves (songwriter)） 艾丽·坦波西 （ 英语 ： Ali Tamposi） 安德魯·瓦特 （ 英语 ： Andrew Watt (musician)） | 瓦特 BURNS                                               | 3:08   |
| 9.       | Fearless       | 安巴尔 | 冈萨雷斯                                                 | 3:05   |
| 10.      | Perfect Now    | 湯姆林森 赫克托耳 杰米·斯科特 （ 英语 ： Jamie Scott） 约翰·卡尔森                                                          | 斯科特 卡尔森                                            | 3:07   |
| 11.      | Defenceless    | 瓦伦蒂娜 | 贾尼亚克                                                 | 3:44   |
| 12.      | Only the Brave | 湯姆林森 杰克逊 布莱克威尔                                                                                       | 杰克逊 布莱克威尔                                        | 1:44   |
| 总时长： | 总时长：       | 总时长： | 总时长：                                                 | 39:33  |

| 日本版（额外曲目） | 日本版（额外曲目）        | 日本版（额外曲目）                                                                                    | 日本版（额外曲目）                           | 日本版（额外曲目） |
| 曲序               | 曲目                      | 词曲                                                                                                  | 制作人                                       | 时长               |
| ------------------ | ------------------------- | --- | -------------------------------------------- | ------------------ |
| 13.                | 坚持到底（与史蒂夫·青木） | 路易·湯姆林森 史蒂夫·青木 埃里克·罗斯 莎夏·斯隆 诺兰·拉姆布罗扎 （ 英语 ： Sir Nolan）                         | 史蒂夫·青木 諾蘭爵士 杰·普莱尔 （ 英语 ： Jay Pryor） | 3:18               |
| 14.                | Miss You                  | 路易·湯姆林森 理查德·博德曼 （ 英语 ： Richard Boardman） 布尼塔 Asia Whiteacre 安德鲁·哈斯 伊恩·弗兰奇诺 巴勃罗·鲍曼 | 布尼塔 Afterhrs                              | 3:02               |
| 总时长：           | 总时长：                  | 总时长：                                                                                              | 总时长：                                     | 45:54              |

## 人员列表
人员列表来源自专辑内附的小册子。
演唱
| - 路易·湯姆林森 – 主唱（所有曲目），背景和声（4） - 瓦拉贝尔 – 背景和声、合唱（2） - 安德鲁·杰克逊 – 背景和声（3） - 朱利安·布尼塔 – 背景和声（4） | - 约翰·瑞恩二世 – 背景和声（4） - 约翰·米切尔 – 背景和声（5） - 杰米·哈特曼 – 背景和声（6） - 乔·贾尼亚克 – 背景和声（11） |

伴奏音乐家
| - 约翰·福伊尔 – 合成器（2、6、8、9、11）、低音吉他（8、9）、原音吉他（8、9）、电吉他（8、9）、鼓（2、8、9、11） - 肖恩·赫尔利 – 贝斯（1） - 乔什·塔克 – 低音吉他（1） - 尼古拉斯·塞姆拉德 – 键盘（1、6） - 杰克·达克斯伯里 – 电吉他（3） - 达克·布莱克威尔 – 钢琴（3） - 朱利安·布尼塔 – 吉他、贝斯、音调、策划（4） - 丹尼·马吉奇 – 贝斯、键盘、弦乐器（5） - 贾斯汀·弗兰克斯 – 钢琴、键盘、弦乐器（5） - 丹·卡利什 – 吉他（6） - 布莱尔·辛塔 – 鼓（6） | - 保罗·塞耶 – 吉他（7） - 汤姆·朗沃斯 – 贝斯（7） - 卡尔·巴西 – 鼓（7） - 朱利叶斯·博格伦 – 吉他（9） - 托尼·马尔姆 – 贝斯（9） - 杰米·斯科特 – 吉他、铃鼓（10） - 马蒂亚斯·约翰森 – 小提琴（10） - 大卫·布考文斯基 – 大提琴（10） - 乔·贾尼亚克 – 贝斯和原音吉他、电吉他、打击乐器（11） - 凯里·沃特金斯 – 鼓（11） |

制作人
| - 罗布·比塞尔 – 工程（1、6） - 斯图亚特·克莱顿 – 工程（2） - 马克·克鲁斯 – 工程（3） - 朱利安·布尼塔 – 工程（4） - 约翰·瑞恩二世 – 工程（4） - 杰夫·冈内尔 – 工程（4） - 丹尼·马吉奇 – 工程（5） | - 马丁·汉娜 – 工程（10） - 丹·格雷赫玛格丽特 – 混音（1、2、4、6、11） - 司派克·斯丹特 – 混音（3） - 约翰·福伊尔 – 混音（7–9） - 马特·格林 – 混音（5、10） - 达克·布莱克威尔 – 工程、混音（12） - 戴尔·贝克尔 – 制作（所有曲目） |

图片
- 杜尔西·博特 — 设计
- 乔赛斯·卡特 – 小册子图片
- 瑞安·萨拉多拉 – 封面图片

## 榜单
| 榜单（2020年）                            | 最高 位置 |
| ----------------------------------------- | --------- |
| 阿根廷（CAPIF专辑榜）                     | 1         |
| 澳大利亞（ARIA專輯榜）                    | 6         |
| 奧地利（奧地利Ö3專輯榜）                  | 9         |
| 比利時法蘭德斯（Ultratop專輯榜）          | 10        |
| 比利時瓦隆（Ultratop專輯榜）              | 27        |
| 加拿大（《告示牌》Canadian Albums Chart） | 9         |
| 捷克（ČNS IFPI專輯榜）                    | 34        |
| 荷蘭（MegaCharts專輯榜）                  | 22        |
| 爱沙尼亚（《Eesti Ekspress》专辑榜）      | 24        |
| 芬蘭（Suomen virallinen lista專輯榜）     | 30        |
| 法国（法國唱片出版業公會专辑榜）          | 30        |
| 德國（Offizielle Top 100專輯榜）          | 21        |
| 匈牙利（MAHASZ專輯榜）                    | 18        |
| 愛爾蘭（IRMA專輯榜）                      | 15        |
| 意大利（FIMI专辑榜）                      | 12        |
| 日本（Oricon專輯榜）                      | 46        |
| 墨西哥（AMPROFON专辑榜）                  | 1         |
| 新西兰（RMNZ专辑榜）                      | 27        |
| 波蘭（ZPAV專輯榜）                        | 9         |
| 葡萄牙（AFP專輯榜）                       | 1         |
| 斯洛伐克（ČNS IFPI專輯榜）                | 76        |
| 蘇格蘭（OCC專輯榜）                       | 1         |
| 西班牙（PROMUSICAE专辑榜）                | 4         |
| 瑞典（Sverigetopplistan專輯榜）           | 38        |
| 瑞士（Schweizer Hitparade專輯榜）         | 12        |
| 英國（OCC專輯榜）                         | 4         |
| 美国（《公告牌》二百强专辑榜）            | 9         |

| 榜单（2020年）                   | 位置 |
| -------------------------------- | ---- |
| 比利时法蘭德斯（Ultratop专辑榜） | 180  |
| 葡萄牙（AFP专辑榜）              | 24   |
| 榜单（2021年）                   | 排名 |
| 比利时佛兰德（Ultratop专辑榜）   | 199  |
| 西班牙（PROMUSICAE专辑榜）       | 50   |
| 榜单（2022年）                   | 排名 |
| 比利时佛兰德（Ultratop专辑榜）   | 195  |
| 葡萄牙（AFP专辑榜）              | 72   |
| 西班牙（PROMUSICAE专辑榜）       | 98   |

## 认证
| 地區                         | 认证 | 认证单位/销量 |
| ---------------------------- | ---- | ------------- |
| 墨西哥（墨西哥音像製品協會） | 金   | 0‡            |
| ‡僅含認證的+實際銷量         |      |               |

## 发行历史
| 地区     | 日期          | 格式                                                          | 发行公司             |
| -------- | ------------- | ------------------------------------------------------------- | -------------------- |
| 多个地区 | 2020年1月31日 | CD 数字下载 密紋唱片 卡式录音带 图片唱片 （ 英语 ： picture disc） 流媒体 | 愛麗斯塔 78 赛科音乐 |